# گمینا چرنگویتسه
گمینا چرنگویتسه (به لهستانی:  Gmina Czerniewice) یک گمینا در لهستان است که در شهرستان توماشوف مازوویتسکی واقع شده‌است. گمینا چرنگویتسه ۱۲۷٫۷۳ کیلومتر مربع مساحت و ۵٬۱۱۳ نفر جمعیت دارد.